# Gemeentelijke herindelingsverkiezingen in Nederland 1997
Gemeentelijke herindelingsverkiezingen in Nederland van 1997 geeft informatie over tussentijdse verkiezingen voor een gemeenteraad in Nederland die gehouden werden in 1997. 
De verkiezingen werden gehouden in 36 gemeenten die betrokken waren bij een herindelingsoperatie die op 1 januari 1998 is doorgevoerd.

## Verkiezingen op 29 oktober 1997
- de gemeenten Anloo, Gasselte, Gieten en Rolde: samenvoeging tot een nieuwe gemeente Aa en Hunze;[1]
- de gemeenten Borger en Odoorn: samenvoeging tot een nieuwe gemeente Borger-Odoorn;[1]
- de gemeenten Coevorden, Dalen, Oosterhesselen, Sleen en Zweeloo: samenvoeging tot een nieuwe gemeente Coevorden;[1]
- de gemeenten Emmen en Schoonebeek: samenvoeging tot een nieuwe gemeente Emmen;[1]
- de gemeenten Meppel en Nijeveen: samenvoeging tot een nieuwe gemeente Meppel;[1]
- de gemeenten Beilen, Smilde en Westerbork: samenvoeging tot een nieuwe gemeente Middenveld;[1]
- de gemeenten Norg, Roden en Peize: samenvoeging tot een nieuwe gemeente Noordenveld;[1]
- de gemeenten Diever, Dwingeloo, Havelte en Vledder: samenvoeging tot een nieuwe gemeente Westerveld;[1]
- de gemeenten Ruinen, Ruinerwold, De Wijk en Zuidwolde: samenvoeging tot een nieuwe gemeente De Wolden;[1]
- de gemeenten Eelde, Vries en Zuidlaren: samenvoeging tot een nieuwe gemeente Zuidlaren.[1][2]

## Verkiezingen op 26 november 1997
- de gemeenten Boxmeer en Vierlingsbeek: samenvoeging tot een nieuwe gemeente Boxmeer;[3]
- de gemeenten Stramproy en Weert: samenvoeging tot een nieuwe gemeente Weert.[4]

In al deze gemeenten zijn de reguliere gemeenteraadsverkiezingen van 4 maart 1998 niet gehouden.
Door deze herindelingen daalde het aantal gemeenten in Nederland per 1 januari 1998 van 572 naar 548.